# Mitch Grassi
Mitchell Coby Michael Grassi (Arlington, Texas, 24 de julho de 1992), conhecido profissionalmente como Mitch Grassi, é um cantor, compositor e personalidade do YouTube americano, mais conhecido por cantar como Contratenor no grupo acapella Pentatonix. Além disso, também é apresentador de um canal no Youtube, Super fruit, com seu amigo e parceiro Scott Hoying.

## Vida e carreira

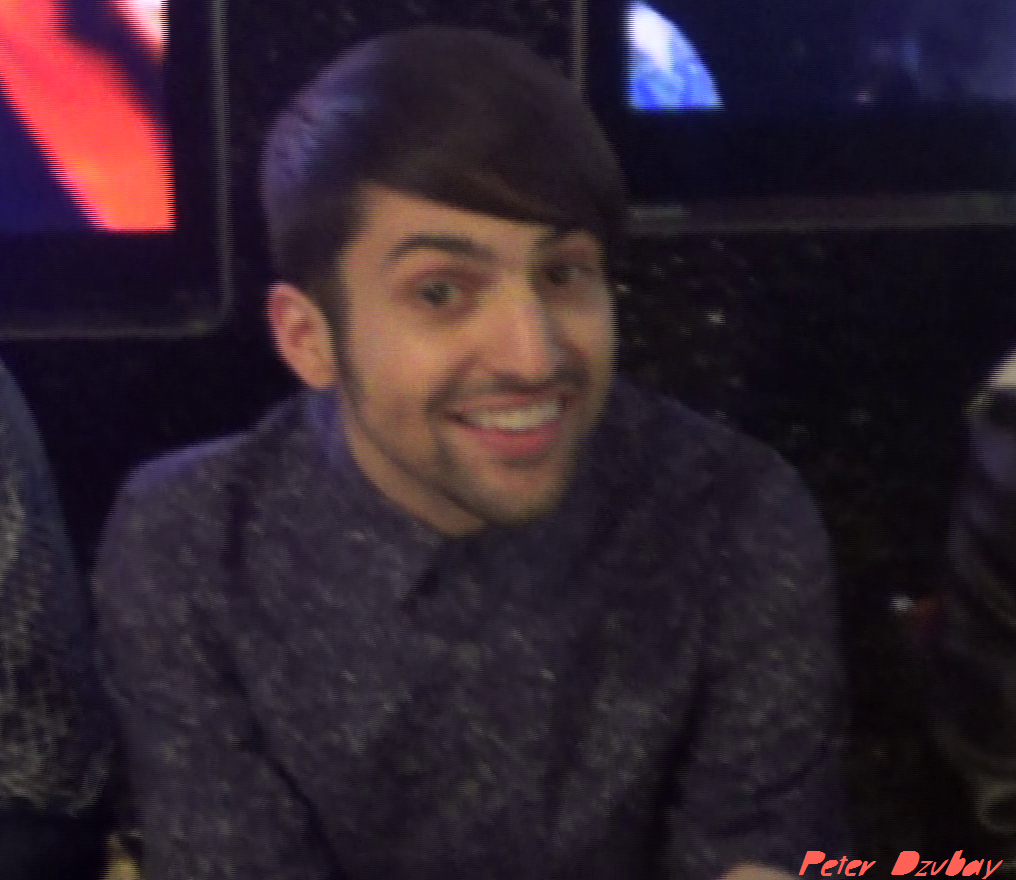
Grassi perfomando com Pentatonix em 2014

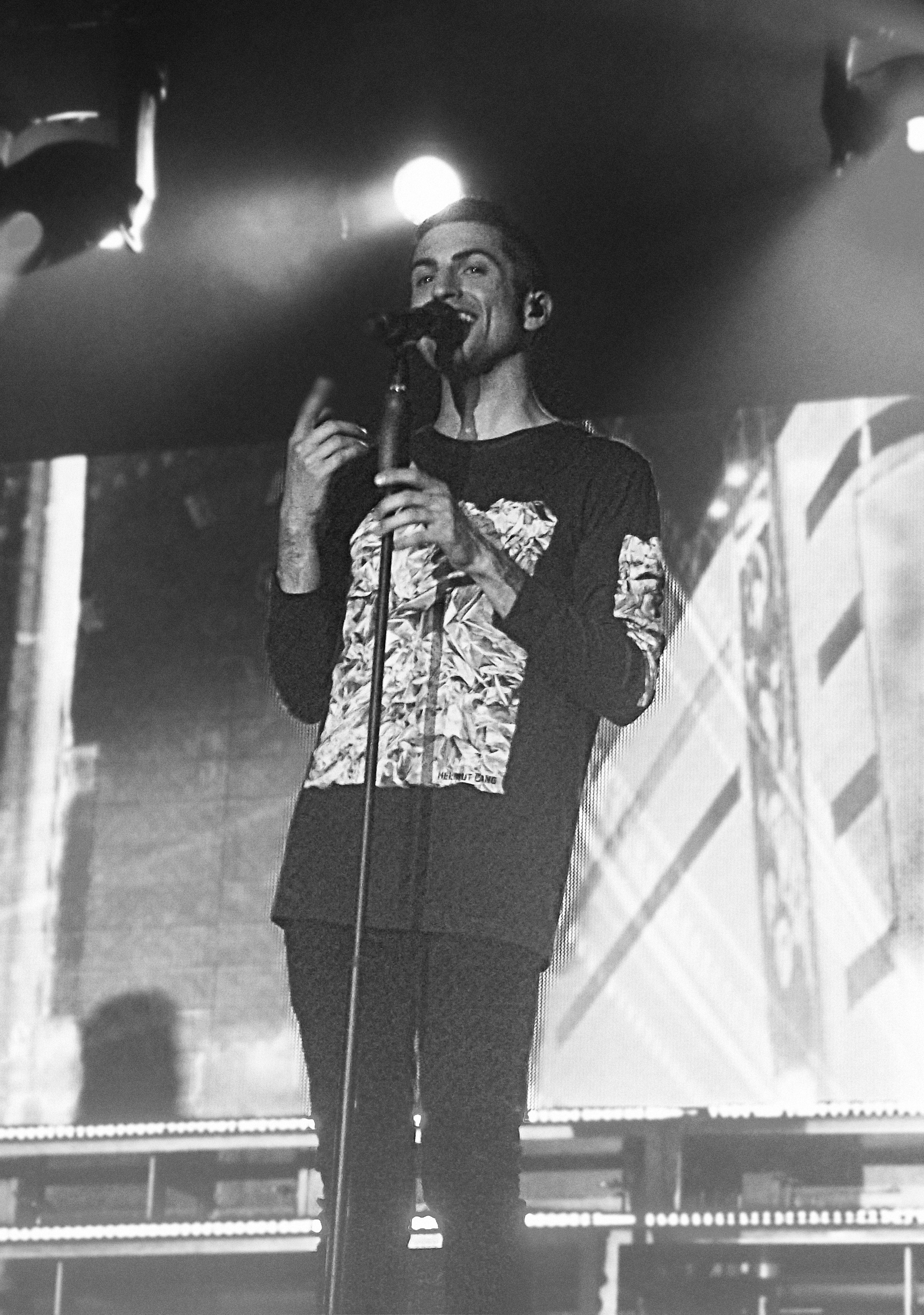
Grassi performando em Barcelona em 2015

Mitch Grassi cresceu em Arlington, Texas. É filho de pai italiano, Mike Grassi, e de mãe americana de origens irlandesa, escocesa e galês, Nel Grassi. Mitch conheceu Scott Hoying durante o musical Charlie and The Chocolate Factory enquanto conheceu Kirstie Maldonado durante a escola primária, aos 8 anos. Enquanto estudavam na Martin High School, Mitch, Scott e Kirstie formaram um trio acapella, postando seu primeiro cover de Telephone da cantora pop Lady Gaga no YouTube na tentativa de conhecer o elenco de Glee. Cursou três vezes a TMEA All-State Choir e, durante a sua carreira do ensino médio, atuou em um episódio de Glee onde foi convocado para ser membro do Golden Globets. Ficou em primeiro lugar na competição Teen Talent Follies, cantando uma versão diferente de "Kiss The Air", de Scott Alan. Em 2011, o trio, com a adição de Avi Kaplan e Kevin Olusola, formaram o grupo acapella Pentatonix e então venceram o programa The Sing-Off. Desde a vitória do The Sing-Off, o grupo lançou 4 EP e um álbum completo de acapella, That's Christmas to Me, que ganhou disco de platina em 2014. Juntamente com o produtor musical Ben Bram, o grupo venceu a categoria de Melhor Arranjo Vocal, Instrumental ou Acapella na canção de "Daft Punk do seu segundo EP, PTX, Vol. II, na 57ª versão do Grammy Awards. e o segundo Grammy pelo seu arranjo da música Dance Of The Sugar Plum Fairy.
Em agosto de 2013, Mitch Grassi e Scott Hoying criaram um canal no YouTube titulado de Superfruit. Desde então, a dupla posta vídeos todas as terças-feiras e, até o mês de outubro de 2017, contavam com mais de 2 milhões e 400 mil inscritos no seu canal, além de mais de 345.500.000 visualizações.
Mitch Grassi é abertamente homossexual.